# Recto i verso

Od lewej do prawej (na przykład w języku angielskim)

Książki od prawej do lewej (np. arabski lub hebrajski)

Recto (łac. „prosto”) i verso (łac. „odwracam”) – określenia dwóch stron kartki papieru, pergaminu, papirusu itp. W rękopisach foliowanych pierwszą stronę określa się mianem recto, a tylną – verso. W otwartej książce recto znajduje się po prawej stronie i z reguły numerowana jest nieparzyście, verso z kolei znajduje się po lewej i jest parzysta.

## Historia
Arkusze papirusu tworzono z dwóch ułożonych prostopadle warstw włókien. Do pisania używano zazwyczaj tej, której włókna biegły równolegle z wierszami tekstu – znajdowała się ona wewnątrz zwoju i nazywana była recto. Niezapisaną, zewnętrzną stroną była zaś verso. Gdy zwoje zaczęto ciąć na arkusze i łączyć w kodeksy, ze względów estetycznych kolejne karty tak umieszczano w składce, by włókna papirusu na sąsiadujących ze sobą stronach biegły w tym samym kierunku. Podobnie przy produkcji książki pergaminowej tak zszywano kolejne kartki, by w otwartej książce sąsiadowały ze sobą dwie strony gładkie (od strony ciała) lub licowe (od strony sierści).

## Zastosowanie
Recto-verso to jedna z form zabezpieczenia druku. Polega ona na druku grafiki na stronie przedniej (recto) i odwrotnej (verso). Grafiki oglądane oddzielnie mogą nie nieść żadnej treści, ale dopiero oglądane pod światło wspólnie tworzą element znaczeniowy. Efekt ten jest widoczny w polskim prawie jazdy: na przedniej stronie dokumentu, po lewej stronie od napisu „prawo jazdy”, znajduje się grafika nieniosąca ze sobą żadnej treści znaczeniowej. Jednak, gdy ogląda się ją pod światło, w połączeniu z grafiką znajdującą się na prawo od pola 13 na odwrotnej stronie dokumentu ukazują się litery „PL”. Aby uzyskać taki efekt, obie grafiki muszą być ze sobą dobrze dopasowane. Jest to trudność techniczna w druku i dzięki temu stanowi element zabezpieczenia dokumentu przed jego sfałszowaniem. Podobną metodą zabezpieczane są także banknoty.